# Endokannabinoid rendszer
Az endokannabinoid-rendszer (ECS) endogén kannabinoidreceptorok csoportja, amelyek megtalálhatóak az emlősök agyában, valamint a központi és a perifériás idegrendszerben. Neuromodulációs lipideket és az ehhez kapcsolódó receptorokat is magába foglalja. Az ECS, vagyis „a test saját kannabinoid-rendszere” részt vesz a különböző élettani folyamatokban, beleértve az étvágy, a fájdalomérzet, a közérzet, az emlékezés és a kannabisz növény pszichoaktív hatásainak közvetítésében. Az ECS továbbá szerepet játszik a sporttevékenységet követő euforikus érzet kialakításában.
Két fő típusát azonosították az endokannabinoidreceptoroknak: a CB1-et 1990-ben, valamint CB2-t 1993-ban. A CB1 receptorok elsősorban az agyban, idegrendszerben, valamint a perifériás szervekben, szövetekben találhatók. A CB1 a fő molekuláris célpontja az endokannabinoid ligandumoknak, amelyek a következők: az anandamid, valamint az ehhez kapcsolódó mimetikus (utánzó jellegű) fitokannabinoid, a THC. Egy másik fő endokannabinoid a 2-arachidonoil-glicerol (2-AG), amely mindkét kannabinoidreceptor szempontjából aktív, valamint az ehhez kapcsolódó mimetikus fitokannabinoid, a CBD. A 2-AG, valamint a CBD szerepet játszik az étvágy, az immunrendszer-funkciók, illetve fájdalomszabályozási mechanizmusaiban.
A THC hatását a kannabiszban található fitokannabinoidok, különösen a kannabidiol és egyes terpének bizonyos esetekben javíthatják, szinergisztikus hatást válthatnak ki.

## Áttekintés
Az endokannabinoid rendszer tág értelemben a következőket foglalja magába:
- Az endogén arachidonsav-alapú lipidek: anandamid (N -arachidonoil-etanolamid, AEA), valamint 2-arachidonoil-glicerol (2-AG); ezek az úgynevezett endokannabinoidok vagy élettani ligandumok a kannabinoid receptorok szempontjából. Endokannabinoidok minden esetben eikozanoidok.[7]
- Az enzimek, amelyek szintetizálják, valamint degradálják az endokannabinoidokat, mint a zsírsav-amid-hidroláz vagy monoacilglicerol lipáz.
- A kannabinoid receptorok: CB1 és CB2, két G-fehérje-kapcsolt receptor, amelyek mind a központi, mind a perifériás idegrendszerben megtalálhatók.
- A neuronok, az idegpályák, más sejtek, amelyekben ezek a molekulák, enzimek, valamint egyik vagy mindkét kannabinoid receptor típus megtalálható.

Az endokannabinoid rendszert vizsgálták genetikai, illetve farmakológiai módszerek segítségével is. Ezek a tanulmányok kimutatták, hogy a kannabinoidok neuromodulációs szerepet töltenek be különböző folyamatokban, beleértve a motoros képességek tanulását, étvágyat, a fájdalomérzetet, illetve egyéb kognitív és fizikai folyamatokat. A CB1 receptorok elhelyezkedése az endokannabinoid rendszeren belül nagy mértékű átfedést mutat az orexin leképező rendszerrel, amely számos, az előbbiekben említett funkció közvetítésében szerepet játszik mind a fizikai, mind a kognitív szempontból. Továbbá a CB1 receptorok együtt fordulnak elő az orexin leképező idegsejtekkel a laterális hipotalamuszban illetve az orexin rendszer számos struktúrájában, termékében, ahol a CB1 és az orexin receptor 1 (OX1) receptorok mind fizikailag, mind funkcionálisan együtt alkotják a CB1–OX1 receptor heterodimert.

### A receptorok expressziója
Kannabinoid-megkötő helyek (receptorok) léteznek szerte a központi és a perifériás idegrendszerben. A két legfontosabb kannabinoid receptor a CB1 és a CB2 receptor, amelyek elsősorban az agyban, immunrendszerben fejeződnek ki. A kifejeződés sűrűsége fajfüggő és korrelációban áll azzal, hogy a kannabinoidok milyen hatékonyságot mutatnak egy adott élettani funkcióra. Például patkányok esetén a kannabinoidkötő helyek legmagasabb koncentrációban a bazális ganglionokban és a kisagy régiókban találhatóak, amely agyterületek a mozgások indításában és koordinálásában játszanak szerepet. Emberekben a kannabinoid receptorok sokkal kisebb koncentrációban találhatók ezekben a régiókban, amely megmagyarázza, hogy a kannabinoidok miért váltanak ki nagyobb hatást a rágcsálók motoros mozgásában, mint emberekben.
Egy friss tanulmány azt mutatta, hogy a CB1 és CB2 receptorok kiiktatása egerekben nem szüntette meg a kannabinoidokra való érzékenységet, jelezve, hogy legalább egy további releváns receptor is jelen lehet az agyban. Kimutatták, hogy a 2-arachidonoil-glicerol (2-AG) vegyületet a TRPV1 receptor képes megkötni, ami arra utal, hogy ez a receptor egy lehetséges jelölt a jelenség magyarázatára.

## Az endokannabinoid rendszer funkciói

### Emlékezet
Tetrahidro-kannabinollal (THC) kezelt egerek esetén kimutatták, hogy a vegyület csökkenti a hippokampuszban a hosszútávú emlékek tárolásának folyamatát. Ezek az eredmények egybevágnak azon tapasztalatokkal, miszerint a kannabisz dohányzás általi használata rontja a rövid távú memóriát. Ez összhangban áll azzal, hogy a CB1 receptor nélküli egerekben erősebb volt a hosszútávú emlékek felerősítése, jelezve, hogy az endokannabinoid rendszer meghatározó szerepet játszik a régi emlékek törlésében. Egy tanulmány megállapította, hogy patkányok a nagy dózisú HU-210 (szintetikus kannabinoid) több héten keresztül tartó kezelésének hatására stimulálta a hippokampusz régió idegsejtjeinek növekedését a limbikus rendszer azon részében, amely szerepet játszik a deklaratív, térbeli emlékek kialakulásában, de nem vizsgálták a hatásait a rövid távú vagy hosszú távú memóriára. Együttesen ezek az eredmények azt sugallják, hogy az endokannabinoidok többféle hatást fejtenek ki az agyi hálózatokban, amelyek hatással bírnak a tanulási és emlékezési folyamatokra.

### Szerepe hippokampusz idegsejtképződésében
A felnőtt agyban az endokannabinoid rendszer elősegíti a szemcsés sejtek neurogenezisét. A Gyrus dentatus szubgranuláris zónájában (SGZ) a multipotens idegi őssejtek (NP) ún. lány sejteket alkotnak, ezek pedig több hét alatt szemcsés sejtekké érnek, amelyek axonokat és szinapszisokat alakítanak ki a CA3 régióban. Kimutatták, hogy ezek az őssejtek a hippokampuszon belül tartalmaznak amid-hidroláz zsírsavat (FAAH), illetve expresszálják a CB1 receptort, valamint hasznosítják a 2-AG-t. Meglepő módon az endogén és exogén kannabinoidok a CB1 aktiválása révén elősegítik a neurális őssejtek osztódását, differenciálódását. Ez az aktiválási jelenség megszűnik a CB1 receptor kiütésének hatására.

### Étvágy
Számos tanulmány talált összefüggést az endokannabinoid rendszer és élelemkereső viselkedés között. Egyre több adat utal arra, hogy a THC a CB1 receptorokhoz kapcsolódva a hipotalamusz idegsejteiben közvetlenül növeli az étvágyat. Úgy gondolják, hogy a hipotalamusz neuronjai endokannabinoidokat termelnek az éhség szabályozására. A termelt endokannabinoidok mennyisége fordítottan korrelál a vér leptin-szintjével. Például leptin nélküli egerek nemcsak rendkívül elhízottak lettek, de a hipotalamusz extrém magas endokannabinoid szintet alakított ki kompenzációként. Hasonlóképpen, amikor ezeket az egerek egy, az endokannabinoid szempontjából ellentétes hatást kiváltó vegyülettel kezeltek (inverse agonist), mint például a rimonabant, az étel fogyasztása csökkent. Amikor a CB1 receptort kiütötték egerekben, ezek az állatok általában soványabbak, kevésbé éhesek voltak, mint a normál egerek. Kapcsolódó tanulmány megvizsgálta a THC hatását az élelmiszer fogyasztásának élvezeti faktorára és azt találták, hogy szacharózoldat adása esetén fokozott dopaminfelszabadulás történt. A kapcsolódó tanulmány megállapította, hogy az endokannabinoidok hatással vannak az íz érzékelésére az ízérzékelő sejtekben. Kimutatták, hogy az endokannabinoidok hatására szelektíven nő az édes ízekhez kapcsolódó neurális jelzések erőssége, míg leptin hatására ugyanez csökken. Amellett, hogy szükség van a további kutatásokra, ezek az eredmények arra utalnak, hogy a kannabinoid rendszer jelentős hatással van az étvágyra és élelemkereső viselkedésre a hipotalamuszban és az agy jutalomközpontjában (ún. nucleus accumbens) kiváltott hatások által.

### Energia-egyensúly és anyagcsere
Az endokannabinoid rendszerről kimutatták, hogy elősegíti a szervezet homeosztázisát több anyagcserefunkció szabályozása által, mint például az energiatárolás, valamint a tápanyag szállítása. Kihat a perifériás szövetekben például a zsírsejtekre, a májsejtekre, a gyomor-bél traktusra, a vázizmokra, valamint a hasnyálmirigyre. Szabályzó szerepe van a inzulin érzékenységben is. Az endokannabinoid rendszernek szerepe lehet olyan klinikai állapotok kialakulásában, mint például az elhízás, a cukorbetegség, az érelmeszesedés, vagyis szív és érrendszeri szerepe is lehet.

### Stressz válasz
Amíg a glükokortikoidok kiválasztása a stresszes ingerekre egy adaptív válasz, amely általában véve szükséges ahhoz, hogy egy szervezet megfelelően reagáljon a kiváltó okra, addig a hosszan tartó kiválasztás ártalmas lehet (krónikus stressz). Az endokannabinoid rendszer elősegíti a hipotalamusz-hipofízis-mellékvese tengely (HPA tengely) beidegződését az ismételt stresszkitettség kezelésére. Vizsgálatok igazolták, hogy stresszhelyzetek hatására az anandamid illetve a 2-AG eltérő módon szintetizálódnak. Az anandamid csökkenését találták a tengely mentén, amely hozzájárult ahhoz, hogy a kortikoszteron szintje elemkedjen; ezzel szemben a 2-AG szintjében növekedést találtak az amygdala területen ismétlődő stressz hatására, ami negatívan korrelált a kortikoszteron válasz nagyságával. Ezen hatások megszűntek a CB1 antagonista AM251 adásának hatására, amely alátámasztja, hogy ezen hatások kannabinoid receptor függők. Ezek a megállapítások azt mutatják, hogy az anandamid, illetve a 2-AG eltérő módon szabályozzák a HPA tengely válaszát: míg a HPA tengelyben a 2-AG megakadályozza, hogy a túlzott glükokortikoid kiválasztás történjen nem fenyegető ingerek esetén, addig a bazális kortikoszteron kiválasztás növelésével az anandamid lehetővé teszi a HPA tengely reagálását szokatlan ingerek esetén.

### Szociális viselkedés, szorongás
Kannabinoidoknak való hosszan tartó, túlzott kitettség esetén gyakran figyelhetők meg antiszociális hatások. Ezek alapján egerekben kikapcsoltak kannabinoid receptorokat, hogy megvizsgálják a receptorok hatását a viselkedésre. A kutatók szelektíven célozták meg a glutamáterg és a GABAerg agykérgi intermedier (közvetítő) neuronokat és vizsgálták az eredményeket nyílt terepen való mozgás, szokatlan tárgyakkal való találkozás, szociabilitás szempontjából. A glutamaterg kannabinoid receptorok kiütése esetén, csökkent a tárgyak felfedezésének képessége, a szociális interakciók, fokozottan agresszív viselkedés volt tapasztalható. Ezzel szemben, GABAerg kannabinoid receptorok kiütés esetén fokozódott az egerek felfedezési készsége, a szocializációja, nyílt terepen való mozgásképessége. Ezek az eltérő hatások rámutatnak arra, hogy milyen fontos szerepet tölt be az endokannabinoid rendszer a szorongásfüggő viselkedés szabályozásában. Az eredmények arra utalnak, hogy a glutamáterg és GABAerg neuronok együttesen segítik, hogy a szervezet megfelelően tudjon reagálni újszerű helyzetekre.

### Immunrendszer
A rendelkezésre álló bizonyítékok azt támasztják alá, hogy az endokannabinoidok idegi- és immunszabályozó szereppel bírnak az idegrendszeren belül. Szerepet játszhatnak az akaratlan izomrángások, a gyulladás és a sclerosis multiplex tüneteinek enyhítésében. Kisérletileg igazoltan elősegítik a GTPáz enzimek aktiválását makrofágokban, neutrofil és csontvelő sejtekben. Elősegítik továbbá a B sejtek eljutását az ún. marginalis zónába, illetve az egészséges IgM szint szabályozását. Egyes betegségek esetén megfigyelték a kannabinoid receptorok felszabályzódását, amely enyhítette a betegség tüneteit és a gátolta a betegség továbbterjedését.

### Sclerosis multiplex
Ókori kínai, görögországi feljegyzések arra utalnak, hogy a Cannabis indica alapú készítményeket általánosan használták sclerosis multiplex-szerű tünetek, mint remegés és izomfájdalom esetén. Modern kutatások megerősítették, hogy beteg egerekben, ahol mind az endogén, mind az exogén agonisták pozitív hatást mutattak a remegés, izommerevség esetén. További kutatásokat igényel, hogy a gyógyszeripari készítmények, például a dronabinol ugyanezt a hatás emberekben is kiváltja-e. Egyre növekszik azon sclerosis multiplexben szenvedő betegek száma, akik az orvosi kannabiszt öngyógyításra használják, így nagy érdeklődés övezi az endokannabinoid rendszer legális kiaknázását és az ezt vizsgáló kutatásokat. Egér modellekben sclerosis multiplex hatására a CB1 receptorok alapvető csökkenését és átrendeződését figyelték meg a kisagyban. A kisagyi szövetek rostjainak immunhisztokémiai vizsgálatában kiderült, hogy ez az abnormális expresszió a betegség visszaesési fázisában történt, de visszatért a normális állapothoz a betegség mérséklődése esetén. Más vizsgálatok arra utalnak, hogy CB1 agonista vegyületek elősegítik az oligodendrociták túlélését in vitro kísérletekben növekedési és tropikus faktorok hiányában, ráadásul kimutatták, hogy ezek az agonisták támogatják a mielin lipid-fehérje mitokondriális RNS expresszióját. (Kittler et al., 2000; Mollna-holgado-t et al., 2002). Ezek a tanulmányok annak lehetőségére világítanak rá, hogy a kannabinoid-kezelés lehet, hogy nemcsak a tünetek mérséklésére lehet hasznos sclerosis multiplex esetén, hanem képes lehet javítani is az oligodendrocita sejtek működését (ellenőrizte Pertwee, 2001; Mollna-holgado-t et al., 2002). A 2-AG serkenti egy mikrogliális sejtvonal osztódását egy CB2 receptor-függő mechanizmus által, valamint növeli a mikrogliális sejtek számát a sclerosis multiplex esetén.

### Női reproduktív szervek
Egy összefoglaló tanulmány szerint az ECS hatással bír a női reproduktív rendszer következő folyamataira:
- petevezetékben
  - petevezeték összehúzódásának szabályozása
  - embrió transzport folyamat
- petefészekben
  - petesejt érése
  - petefészek tüsző érése
- endometriumban
  - embrió beágyazódásának szabályozása
  - endometrium plaszticitása (formálhatósága)
  - endometriális sejtek motilitása és osztódásának szabályozása
  - citoszkeleton formálódás
  - káliumion áramlásának szabályozása
  - az emdometrium decidualizációja

Az endokannabinoid rendszer egyensúlyának felborulása számos patológiai kórkép kialakulásával hozható kapcsolatba.
A fejlődő embrió már korai fázisban expresszálja a kannabinoid receptorokat, amelyek érzékenyek a méh által kiválasztott anandamidre. Ez a jelfolyamat fontos szabályozó szereppel bír az embrió beágyazódásának időzítésében, valamint a méh fogékonyságában. Egereken kimutatták, hogy az anandamid modulálja a méhfalba való beágyazódás valószínűségét. Például emberek esetén a vetélés valószínűsége megnő, ha a méh anandamid szintje túl alacsony vagy túl magas. Ezek az eredmények arra utalnak, hogy a bevitt exogén kannabinoidok (pl. marihuána) csökkentheti a teherbeesés valószínűségét azon nők esetén, akiknek magas az anandamid szintje, illetve megnöveli a teherbeesés a valószínűségét azok esetén, akiknek az anandamid szintje túl alacsony.

### Vegetatív idegrendszer
A kannabinoid receptorok kifejeződése a perifériás idegrendszerben arra vezette a kutatókat, hogy vizsgálják meg a kannabinoidok szerepét a vegetatív idegrendszer szempontjából. A kutatás megállapította, hogy a CB1 receptorok kifejeződnek a preszinaptikus motoros neuronokban, amelyek beidegzik a zsigeri szerveket. A kannabinoid segíti az elektromos potenciál csökkenését, amely csökkenti a noradrenalin kibocsátást a szimpatikus idegrendszer idegeiből. Más tanulmányok azt találták, hogy az endokannabinoid rendszer hasonló hatást vált ki a bél motilitásában, valamint a simaizmok beidegzésében az emésztő-, vizelet kiválasztási- és reproduktív rendszerben.

### Fájdalomcsillapítás
A gerincvelőben a kannabinoidok elnyomják a káros inger kiváltotta neurális választ az ún. dorsalis érző szarvban, illetve feltehetőleg szabályozzák a noradrenalin bejutását az agytörzsbe.
A fájdalomcsillapítás szempontjából leginkább kutatott endokannabinoid a palmitoil-etanolamid. Ez a vegyület egy anandamiddal kapcsolatos telített zsír amin. Bár kezdetben úgy gondolták, hogy palmitoil-etanolamid a CB1 és a CB2 receptorokhoz kötődik, de később megállapították, hogy a legfontosabb receptorok a PPAR-alfa receptor, a TRPV-receptor, valamint a GPR55 receptor. Palmitoylethanolamidot vizsgálták számos különféle fájdalomcsillapítást igénylő körülmény mellett, biztonságosnak és hatékonynak bizonyult. Alapvetően ezek az adatok azt támasztják alá, hogy az endokannabinoidok, valamint a kapcsolódó zsír aminok használhatóak fájdalomcsillapításra; a palmitoil-etanolamid elérhető Normast és PeaPure márkanéven, mint gyógyhatású készítmény.
Endokannabinoidok hatással bírnak a placebo jellegű fájdalomcsillapítási válaszok kialakításában.

### Testhőmérséklet-szabályozás
Kimutatták, hogy az anandamid és az N-arachidonoil dopamin (NADA) hatást fejt ki a TRPV1 nevű hőmérséklet-érzékelő csatornákra, amelyek részt vesznek szervezet hőszabályozásában. A TRPV1-et aktiválja a kapszaicin nevű ligandum (a chilli paprika aktív összetevője), amely szerkezetileg hasonló az endokannabinoidokhoz. A NADA a TRPV1 csatornát kb. 50nM EC50 koncentráció mellett aktiválja. Ez a magas aktivációs potenciál arra enged következtetni, hogy a NADA egy endogén TRPV1 agonista vegyület. Az anandamidról is megállapították, hogy aktiválja a TRPV1 receptort a szenzoros idegvéződéseken, majd ezt követően vazodilatációt (erek tágulása) eredményez. A TRPV1-et aktiválhatja továbbá a metanandamid és az arachidonil-2'-kloroetilamid (ACEA).

### Alvás
Az endokannabinoid jelfolyamat fokozása a központi idegrendszerben elősegíti az alvási folyamatokat. Patkányok agyába közvetlenül juttatott anandamid segítségével kimutatták, hogy csökkenti az ébrenlétet, és elősegíti lassú-hullámú, illetve a REM alvási fázisokat. Szintén patkányok agyába juttatott anandamid hatására kimutatták, hogy növeli az adenozin szintet, amely szerepet játszik az elalvásban, és gátolja az ébredést. A REM alvás megvonása a patkányok esetén bizonyítottan növeli a CB1 receptor expresszióját a központi idegrendszerben. Továbbá az anandamid szintje összefüggésben áll a cirkadián ritmussal, patkányok esetén a szintje magasabb napfényes időszakban, amikoris a patkányok általában alszanak, vagy kevésbé aktívak, mivel éjszakai állatok.

## Fordítás
Ez a szócikk részben vagy egészben  az   Endocannabinoid_system című angol Wikipédia-szócikk ezen változatának fordításán alapul.  Az eredeti cikk szerkesztőit annak laptörténete sorolja fel. Ez a jelzés csupán a megfogalmazás eredetét és a szerzői jogokat jelzi, nem szolgál a cikkben szereplő információk forrásmegjelöléseként.

## További anyagok
- (2013) „Elevated brain cannabinoid CB1 receptor availability in post-traumatic stress disorder: A positron emission tomography study”. Molecular Psychiatry 18 (9), 1034–40. o. DOI:10.1038/mp.2013.61. PMID 23670490.Laikus összefoglaló – ScienceDaily (2013. május 14.)
- (2013. május 1.) „Autism-associated neuroligin-3 mutations commonly disrupt tonic endocannabinoid signaling”. Neuron 78 (3), 498–509. o. DOI:10.1016/j.neuron.2013.02.036. PMID 23583622.Laikus összefoglaló – ScienceDaily (2013. április 11.)
- (2009. szeptember 1.) „Cannabinoid modulation of hippocampal long-term memory is mediated by mTOR signaling”. Nat. Neurosci. 12 (9), 1152–8. o. DOI:10.1038/nn.2369. PMID 19648913.Laikus összefoglaló – ScienceDaily (2009. augusztus 4.)
- (2007. december 1.) „CB1 cannabinoid receptor activity is modulated by the cannabinoid receptor interacting protein CRIP 1a”. Mol. Pharmacol. 72 (6), 1557–66. o. DOI:10.1124/mol.107.039263. PMID 17895407.Laikus összefoglaló – ScienceDaily (2007. november 30.)

## Külső linkek
- ICRS honlapja – A Nemzetközi Kannabinoid-Kutató egyesület
- ECSN honlapja – Endocannabinoid System Network
- Orvosi Kannabisz weboldal